# 李歐·瓦拉德卡
李歐·埃里克·瓦拉德卡（1979年1月18日—）是出身於愛爾蘭都柏林的政治人物，隸屬於爱尔兰统一党，曾任爱尔兰总理和爱尔兰副总理。
瓦拉德卡是愛爾蘭第一位同性戀總理，也是全世界第四位同性戀政府首腦。他在2015年爱尔兰修宪公民投票期間出櫃，成為愛爾蘭首位的男同性戀政府首長。2017年6月2日被選為愛爾蘭統一黨黨魁，同年6月14日成為繼恩達·肯尼之後的新一任總理兼國防部長。三年後統一黨與共和黨和綠黨達成執政協議後，暫時退居副總理兼企業、貿易和就業部長至今，並2022年末重新擔任總理。
瓦拉德卡畢業於都柏林三一學院取得医学士。在2010年成為普通科醫生之前，瓦拉德卡曾經做過幾年的實習醫生。2004年進入芬戈郡議會，並成為副市長，遂被選為眾議院議員。2007年成為爱尔兰众议院議員。2011年至2014年間，曾任交通、觀光與體育部長，2014年至2016年間，曾任衛生部長，2016年至2017年間曾任社會保障部長。瓦拉德卡受到肯尼的拔擢，擔任企業、貿易與就業部發言人，2010年改任通訊、能源與自然資源部發言人。

## 早年生活
瓦拉德卡於1979年1月18日出生於都柏林帕内尔广场的盧坦達醫院，是阿修克與米莉安·瓦拉德卡的三個兒女中唯一的兒子，排行老三。父親阿修克（Ashok Varadkar）來自印度孟買，1960年代搬到英格蘭，職業為一名醫生。母親米莉安（Miriam Varadkar，婚前姓Howell）生於邓加文，在斯劳當護士時認識了阿修克。他們共同生活在莱斯特，其長女蘇菲在這裡出生。父親篤信印度教、母親信奉天主教，兩人協議將瓦拉德卡以天主教信仰撫養成人。
瓦拉德卡於布蘭查斯頓的聖方濟沙勿略國民學校（St Francis Xavier National School）接受教育。中學教育則是在帕默斯頓一間由愛爾蘭教會經營的收費學校國王醫院完成。中學期間，瓦拉德卡加入了爱尔兰统一党。瓦拉德卡大學於都柏林三一學院（TCD）就讀法律，隨後改修醫學。在TCD就讀時，瓦拉德卡相當活躍於愛爾蘭統一黨的側翼組織統一黨青年會，並成為基督教民主主義團體以青年為主的歐洲人民黨青年會的副主席。
瓦拉德卡後來被選入華盛頓愛爾蘭計畫，該計畫專為有志青年準備未來領導角色的舞台。2003年，瓦拉德卡由醫學院畢業，並在聖詹姆斯醫院與康納利醫院擔任實習醫生，隨後於2010年獲得普通科醫生資格。

## 個人生活
2015年1月18日，瓦拉德卡36歲生日當天，在接受RTÉ Radio電台廣播時，他首次公開坦承其同志身份。公開出櫃也讓瓦拉德卡成為愛爾蘭首位出櫃的內閣成員。瓦拉德卡也是同性婚姻入憲公投案的主要倡導者。
瓦拉德卡的伴侶，馬修·巴雷特（Matthew Barrett）是慈悲聖母大學醫院的醫生。
在2019冠狀病毒病愛爾蘭疫情爆發期間，瓦拉德卡重投醫生工作，2020年3月起，在擔任看守總理同時，每週抽一天進行診症工作。

## 資料來源
1. ↑  Armstrong, Kelly.
"'Significant step for equality'- the world reacts to Leo Varadkar becoming the new Fine Gael leader （页面存档备份，存于）". Irish Independent, 2 June 2017
2. ↑  Varad village in Maharashtra rejoices as Leo Varadkar is set to be Irish PM （页面存档备份，存于） The Indian Express
3. ↑  Bielenberg, Kim. . Irish Independent. 2011-06-04  [2017-06-03]. （原始内容存档于2018-08-27）. His father is Hindu and his mother Catholic. When they got married in church they had to get special permission and agree to bring up the children as Catholic. Varadkar once said: "They deliberately decided that if we were to be brought up in a Western country that we would be brought up in the culture of our country. I think it's a sensible thing."
4. ↑  . The Irish Times. 2010-11-20  [2017-06-05]. （原始内容存档于2012-10-22）.
5. ↑  . Fox News Channel.   [2017-06-05]. （原始内容存档于2015-09-24）.
6. ↑  . The Irish Times.   [2017-06-05]. （原始内容存档于2018-12-24）.
7. ↑  Nial O'Connor. . The Irish Independent. 2015-05-23  [2017-06-05]. （原始内容存档于2018-06-21）.
8. ↑  . The Independent. 2017-02-21  [2017-05-29]. （原始内容存档于2019-03-31）.
9. ↑  Barton, Sarah. . The Irish Times. 2017-05-17  [2017-05-29]. （原始内容存档于2017-11-08）.

## 外部連結
- 官方网站
- Leo Varadkar's page on the Fine Gael website （页面存档备份，存于）

| 前任： 恩达·肯尼 | 爱尔兰總理 · 2017年至2020年 | 繼任： 邁克·馬丁 |